# Rudolf Sieverts

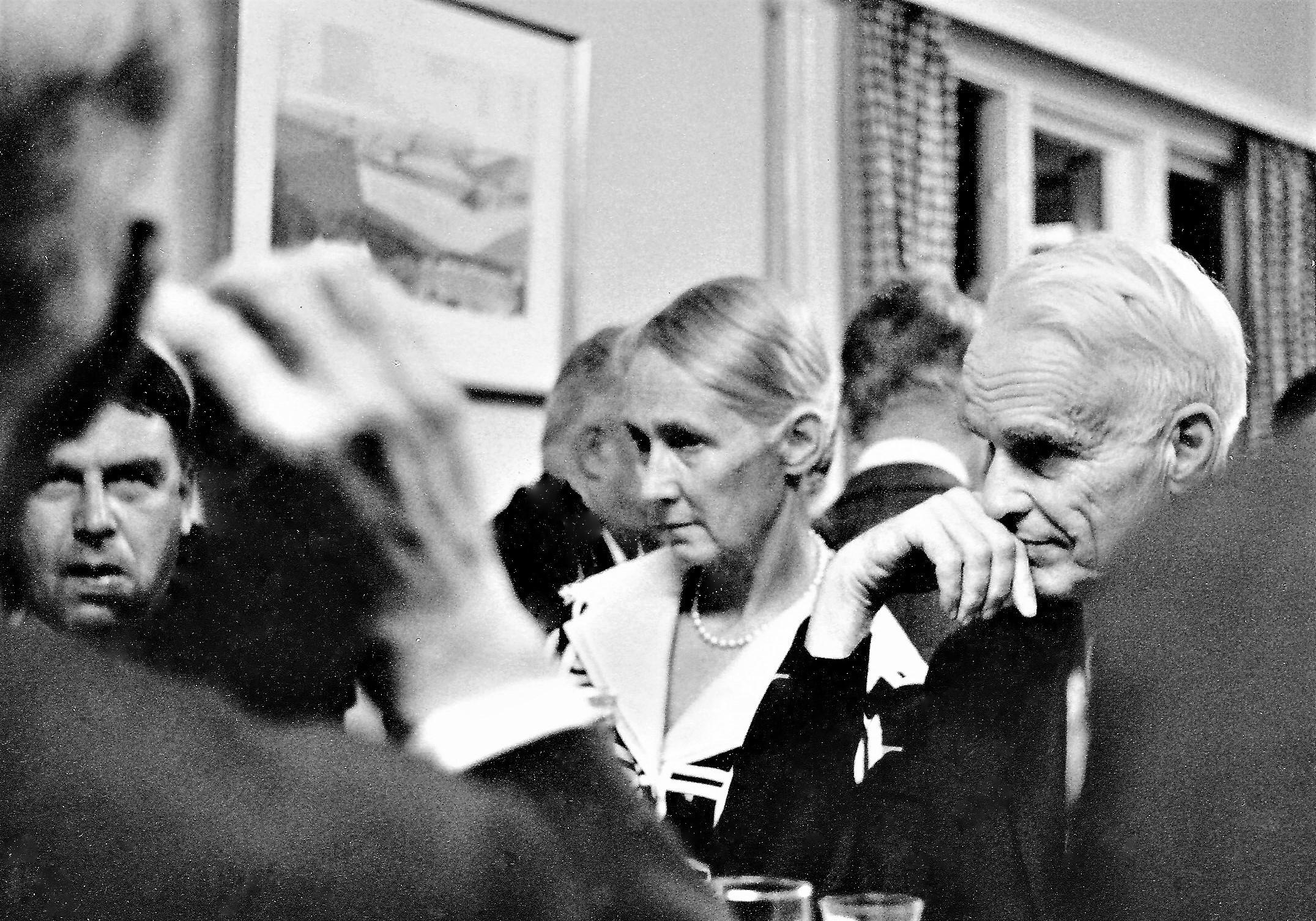
Rudolf Sieverts bei der Gründungsfeier der Dänisch-Deutschen Akademie (Januar 1968).

Rudolf Sieverts (* 3. November 1903 in Meißen; † 28. April 1980 in Heidelberg) war ein deutscher Rechtswissenschaftler, Kriminologe und Hochschullehrer.

## Leben
Sieverts war ein Sohn des Chemikers Adolf Sieverts.
Rudolf Sieverts studierte Rechtswissenschaft an der Ernst-Moritz-Arndt-Universität Greifswald, der Johann Wolfgang Goethe-Universität Frankfurt am Main und der Universität Hamburg. Nach Promotion und Assistententätigkeit habilitierte er sich 1932 in Hamburg und wurde dort 1934 Nachfolger von Ernst Delaquis auf dem Lehrstuhl für Strafrecht, Kriminologie, Jugendrecht und -Fürsorge sowie Rechtsvergleichung, den er bis zu seiner Emeritierung 1971 innehatte.
Zur Zeit des Nationalsozialismus gehörte er dem Unterausschuss Jugendstrafrecht der Akademie für Deutsches Recht an. Sieverts war Mitherausgeber der Monatsschrift für Kriminalpsychologie und Strafrechtsreform. (Vor 1945 war er Herausgeber der Monatsschrift für Kriminalbiologie und Strafrechtsreform). Nach seinem 1937 gestellten Aufnahmeantrag wurde er im März 1940 in die Nationalsozialistische Deutsche Arbeiterpartei in aufgenommen. Er gehörte dem Senat der Kolonialärztlichen Akademie der NSDAP an. Im Oktober 1944 wurde er HJ-Bannführer. In der Nachkriegszeit war Sieverts bis 1946 im Internierungslager Neuengamme interniert.
Nach 1945 war Sieverts Vorsitzender der Deutschen Vereinigung für Jugendgerichte und Jugendgerichtshilfen sowie Mitglied des Fachausschusses für Jugendrecht, der maßgeblichen Einfluss auf die Reform des Jugendgerichtsgesetzes im Jahre 1953 nahm. 1950 war er einer der Gründungsmitglieder und danach der Versitzende des Trägervereins des Jugend-Europahauses. Im Oktober 1953 war er 1. Vorsitzender des Jugendgerichtstags in München, 1959 wurde er Mitglied im Hauptausschuss des Deutschen Vereins für öffentliche und private Fürsorge. Er war zeitweilig Oberlandesgerichtsrat am Oberlandesgericht Hamburg. 1960 wurde er Vorsitzender der Arbeitsgemeinschaft für die Reform des Strafvollzugs. 1964 sprach er sich gegen eine Generalamnestie für politische Gewaltverbrecher des Dritten Reiches aus. 1967 wurde er Vorsitzender der Strafvollzugskommission des Bundesjustizministeriums.
Von 1961 bis 1963 war Sieverts Rektor der Universität Hamburg und von 1962 bis 1967 Präsident der Westdeutschen Rektorenkonferenz. 1964 gehörte Sieverts zu den Gründungsmitgliedern der 1. Hamburger Gruppe von Amnesty International.
Sein Nachlass wird im Bundesarchiv aufbewahrt.

## Schriften
- 1962: Fachpsychologische Aufgaben innerhalb einer modernen Strafrechtspflege. In: Günter Blau und Elisabeth Müller-Luckmann (Hg.): Gerichtliche Psychologie: Aufgabe und Stellung der Psychologen in der Rechtspflege. Neuwied am Rhein, Berlin-Spandau: Luchterhand, S. 91–98.
- 1968: Jugendkriminalität und Jugendschutz. In: Hermann Röhrs (Hg.): Die Sozialpädagogik und ihre Theorie. Frankfurt am Main: Akademische Verlagsgesellschaft (Akademische Reihe), S. 198–204.